# I-9 (подводная лодка)
I-9 (яп. 伊9), полное название Подводная лодка №9 (яп. 伊号第九潜水艦 и-го: дай кю сэнсуйкан) — подводная лодка Императорского флота Японии, созданная по проекту подлодок типа I-9 (A-1 «Ко-гата»).

## Конструкция
Подлодки типа A1 представляли собой вариант подлодок типа J3 с большим, чем у предыдущего типа, запасом хода и улучшенной катапультой для запуска гидросамолётов, что позволяло назначать подобные подлодки флагманскими судами подводных эскадр. Их водоизмещение составляло 2966 т в надводном положении и 4195 т под водой. Главные размерения: длина — 113,7 м, ширина — 9,5 м, осадка — 5,3 м. Глубина погружения составляла 100 м.
Главная энергетическая установка представляла собой два дизельных двигателя мощностью 6200 л.с. каждый, приводившие в действие два гребных винта. Когда подлодка находилась под водой, винты приходили в движение благодаря работе электромотора мощностью 1200 л.с. Надводная скорость составляла от 19 до 23 узлов, подводная — около 8 узлов. Дальность плавания составляла 16 тысяч морских миль при скорости 16 узлов в надводном положении и 90 морских миль при скорости в 3 узла в подводном положении.
Вооружение составляли шесть торпедных аппаратов калибром 533 мм и 18 торпед Тип 95, одно 140-мм корабельное орудие Тип 11 и два сдвоенных 25-мм зенитных орудия Тип 96. В отличие от типа J3, ангар для гидросамолёта был строен в боевую рубку и направлен вперёд, а позиции корабельного орудия и катапульты поменяли местами так, чтобы самолёт мог взлетать быстрее с помощью движения самой подлодки вперёд и катапульты для взлёта.

## Служба
Подлодка заложена на стапелях верфи военно-морского арсенала Куре 25 января 1938 года. Спущена на воду 20 мая 1939 года, принята на вооружение 13 февраля 1941 года. Первую мишень торпедировала 11 декабря 1941 года — транспорт «Лааина» в 700 милях к северо-востоку от Оаху. 19 июня 1942 года подлодка открыла артиллерийский огонь по транспорту Армии США «Генерал У. К. Горгас», повредив последний. 25 августа того же года в бою против эсминцев «Грейсон», «Монссен» и «Паттерсон» пострадала в результате сброса глубинных бомб. С ноября 1942 по январь 1943 годов совершила несколько переходов к Гуадалканалу, перевозя припасы.
13 июня 1943 года I-9 была потоплена эсминцем «Фрэйзер» у острова Кыска. Согласно данным DANFS, подлодка могла быть потоплена 11 июня; записи Совместного оценочного комитета армии и флота исчерпывающих сведений не содержит, а японские записи противоречат друг другу. Так или иначе, из списков Императорского флота Японии подлодка была исключена 1 августа 1943 года.

## Командиры
Начальник штаба
- Капитан 2-го ранга Кацудзи Минамисато (26 июля — 25 ноября 1940)
- Капитан 2-го ранга Като Рёносуке[яп.] (25 ноября — 20 декабря 1940)
- Капитан 2-го ранга Тоёдзиро Ояма (20 декабря 1940 — 15 января 1941)

Капитан подлодки
- Капитан 2-го ранга Тоёдзиро Ояма (15 января — 31 июля 1941)
- Капитан 3-го ранга Тоситаке Уэно (28 февраля — 3 марта 1941), старпом, специалист по постановке мин
- Капитан 2-го ранга Акиёси Фудзи (31 июля 1941 — 15 июня 1943), признан погибшим; посмертно произведён в капитаны 1-го ранга

### На английском
- Erminio Bagnasco. Submarines of World War Two. — Annapolis, Maryland: Naval Institute Press, 1977. — ISBN 0-87021-962-6.
- Carl Boyd, Akikiko Yoshida. The Japanese Submarine Force and World War II. — Annapolis, Maryland: Naval Institute Press, 2002. — ISBN 1-55750-015-0.
- Dorr B. Carpenter, Norman Polmar. Submarines of the Imperial Japanese Navy 1904–1945. — London: Conway Maritime Press, 1986. — ISBN 0-85177-396-6.
- Conway's All the World's Fighting Ships 1922–1946 / ed. by Roger Chesneau. — Greenwich, UK: Conway Maritime Press, 1980. — ISBN 0-85177-146-7.
- Mochitsura Hashimoto. Sunk: The Story of the Japanese Submarine Fleet 1942 – 1945 / translated by E.H.M. Colegrave. — London: Cassell and Company, 1954.
- Mark Stille. Imperial Japanese Navy Submarines 1941-45. — Botley, Oxford, UK: Osprey Publishing, 2007. — Vol. 135. — (New Vanguard). — ISBN 978-1-84603-090-1.

### На японском
- 雑誌『丸』編集部『写真 日本の軍艦 第12巻 潜水艦』光人社、1990年。ISBN 4-7698-0462-8
- 福井静夫『写真日本海軍全艦艇史』ベストセラーズ、1994年。ISBN 4-584-17054-1